# Route nationale 63
La route nationale 63 (RN 63 o N 63) è una strada nazionale francese che partiva da Strasburgo e terminava a Wissembourg. Oggi ne sono superstiti soltanto alcuni brevi tratti.

## Percorso
Dall’incrocio con la N4, si dirigeva verso nord e raggiungeva Brumath, quindi piegava a nord-est ed arrivava ad Haguenau. Proseguiva nella medesima direzione passando ad est dei Vosgi del Nord. Si concludeva al confine tedesco subito dopo  Wissembourg. Dopo il 1972 la N63 da Haguenau continuava verso est, passava per Soufflenheim e finiva con l'innesto sulla N68 presso Auenheim: in precedenza era nota come N419, oggi è stata declassata a D1013.